# 里默湖
里默湖（德語：Riemer See），是德國的人工湖泊，位於該國東南部，由巴伐利亞負責管轄，長0.7公里、寬0.2公里，面積0.08平方公里，海拔高度530米，平均水深14米，最大水深18米。